# Wii Speak
Wii Speak — микрофон для игровой консоли Nintendo Wii. Wii Speak подключается по протоколу USB. Устройство может быть помещено около экрана, что позволяет использовать голосовой чат, находясь в любом углу комнаты. Микрофон имеет индикатор, чтобы указать когда микрофон включён — выключен.
Релиз Wii Speak был объявлен Nintendo на E3 2008. Он был выпущен отдельно и в комплекте с игрой «Animal Crossing: City Folk».

## Дизайн
По словам Миямото, микрофон предназначен для чёткого захвата различных голосов с достаточно большого пространства и передачи их через интернет. Также микрофон способен отбрасывать различные шумы. Миямото также отмечает что микрофон редко принимает слова за шумы. В обзоре продукта, IGN поставил микрофону оценку отлично. Также в игре микрофон теперь включается только тогда, когда игра совместима с ним.

## Wii Speak Channel
2 октября 2008 года Nintendo объявила, что Wii Speak будет иметь свой собственный Wii канал. Wii Speak Channel. Канал позволяет общаться с друзьями по чату. Сервис закрыт в начале декабря 2010 года связи с низкими продажами Wii Speak.

## Прекращение производства и эксплуатации
В начале декабря 2010 года было заявлено, что Nintendo планирует прекратить производство Wii Speak. Причиной этого является низкий покупательский спрос на данный аксессуар: за всё время существования микрофона его поддержка присутствовала лишь в одной игре — «Animal Crossing: City Folk».